# Crepidotus rubrovinosus
Crepidotus rubrovinosus är en svampart som beskrevs av Bandala, Montoya & E. Horak 2006. Crepidotus rubrovinosus ingår i släktet rödmusslingar och familjen Inocybaceae.   Inga underarter finns listade i Catalogue of Life.